# شهرستان جازموریان
شهرستان جازموریان یکی از شهرستان‌های استان کرمان ایران است. مرکز این شهرستان، شهر زهکلوت است.
این شهرستان در تاریخ ۲۴ اسفند ۱۴۰۱ از شهرستان رودبار جنوب جدا شد و مستقل گردید.

## موقعیت جغرافیایی
شهرستان جازموریان از شمال شرقی با شهرستان ریگان، از شمال غربی با شهرستان عنبرآباد، از غرب با شهرستان رودبار جنوب، از شرق با شهرستان دلگان استان سیستان و بلوچستان و از جنوب با شهرستان قلعه‌گنج همسایه است.

## تقسیمات کشوری
شهرستان جازموریان دارای ۲ بخش، ۴ دهستان و ۱ شهر به شرح زیر است:

### شهرستان جازموریان
| بخش     | مرکز بخش      | جمعیت بخش ۱۳۹۵ | نام دهستان | مرکز دهستان  | جمعیت دهستان ۱۳۹۵ | شهر              | جمعیت شهر ۱۳۹۵   |
| ------- | ------------- | -------------- | ---------- | ------------ | ----------------- | ---------------- | ---------------- |
| مرکزی   | زهکلوت        | ۲۸٬۷۴۴ نفر     | جازموریان  | میاندران     | ۱۴٬۵۷۴ نفر        | زهکلوت           | ۶٬۸۳۵ نفر        |
| مرکزی   | زهکلوت        | ۲۸٬۷۴۴ نفر     | بوئینگ     | بوئینگ       | ۷٬۳۳۵ نفر         | زهکلوت           | ۶٬۸۳۵ نفر        |
| چاه حسن | محمدآباد کتکی | ۱۵٬۱۲۳ نفر     | چاه حسن    | چاه حسن      | ۱۱٬۰۳۰ نفر        | **************** | **************** |
| چاه حسن | محمدآباد کتکی | ۱۵٬۱۲۳ نفر     | کوهستان    | برج عباس‌آباد | ۴٬۰۹۳ نفر         | **************** | **************** |

## جمعیت
بر پایه سرشماری عمومی نفوس و مسکن در سال ۱۳۹۵، جمعیت شهرستان جازموریان برابر با ۴۳٬۸۶۷ نفر بوده است.